# 大落檐属
大落檐属（学名：Nabalu）是天南星科的一个单型属，是种开花植物。该属唯一的物种是大落檐（Nabalu corni）。该物种原产于婆罗洲。